# Puchar UEFA (1972/1973)
Puchar UEFA 1972/1973 (ang. 1972–1973 UEFA Cup) – 2. edycja międzynarodowego klubowego turnieju piłki nożnej Puchar UEFA, zorganizowana przez Unię Europejskich Związków Piłkarskich w terminie 13 września 1972 – 23 maja 1973. W rozgrywkach zwyciężyła drużyna Liverpool F.C..

## 1/32 finału
| Aberdeen F.C. – Borussia Mönchengladbach 2:3 i 3:6 1 13.09 1972 0:1 Kulik 20, 0:2 Heynckes 39, 1:2 Harper 55, 2:2 Jarvie 71, 2:3 Jensen 75 2 27.09 1972 0:1 Rupp 2, 1:1 Jarvie 21, 2:1 Willoughby 25, 2:2 Heynckes 39k, 3:2 S. Murray 45, 3:3 Vogts 70, 3:4 Heynckes 75, 3:5 Danner 84k, 3:6 Heynckes 89 (mecz w Norymberdze) |
| Åtvidabergs FF – Club Brugge 3:5 i 2:1 1 13.09 1972 0:1 Thio 1, 0:2 Lambert 12, 1:2 Torstensson 24, 2:2 Wallinder 25, 3:2 Svensson 43, 3:3 Lambert 53, 3:4 Thio 74, 3:5 Devrindt 76 2 27.09 1972 1:0 Olsson 32, 1:1 Geels 38, 2:1 Svensson 63 |
| Manchester City – Valencia CF 2:2 i 1:2 1 13.09 1972 1:0 Lee 7, 1:1 Valdez 42, 1:2 Adorno 55, 2:2 Marsh 61 2 27.09 1972 0:1 Valdez 71, 0:2 Quino 78, 1:2 Marsh 89 |
| Lyn Fotball – Tottenham Hotspur 3:6 i 0:6 1 13.09 1972 1:0 Austnes 7, 1:1 Peters 8, 1:2 Pratt 24, 1:3 Gilzean 37, 1:4 Gilzean 38, 2:4 Christophersen 39, 3:4 Christophersen 57, 3:5 Chivers 82, 3:6 Chivers 83 2 27.09 1972 0:1 Chivers 20, 0:2 Chivers 31, 0:3 Coates 52, 0:4 Pearce 57, 0:5 Chivers 70, 0:6 Coates 83 |
| 1. FC Köln – Bohemian F.C. 2:1 i 3:0 1 13.09 1972 0:1 Daly 24, 1:1 Flohe 48, 2:1 Flohe 65 2 27.09 1972 1:0 Flohe 76, 2:0 Kapellmann 81, 3:0 Lauscher 84 |
| Budapest Honvéd – Partick Thistle 1:0 i 3:0 1 13.09 1972 1:0 Kozma 76 2 27.09 1972 1:0 Kiss 9, 2:0 Kozma 54, 3:0 Kozma 61 |
| Viking FK – Íþróttabandalag Vestmannaeyja 1:0 i 0:0 1 13.09 1972 1:0 Kvia 13 2 27.09 1972 (mecz w Reykjavíku) |
| Feyenoord – US Rumelange 9:0 i 12:0 1 13.09 1972 1:0 Jansen 10, 2:0 Turci 12s, 3:0 Ressel 17, 4:0 Kristensen 36, 5:0 Hasil 47, 6:0 Jansen 60, 7:0 van Hanegem 62, 8:0 Ladinsky 66, 9:0 de Jong 75 2 27.09 1972 1:0 Ladinsky 6, 2:0 Schneider 9, 3:0 de Jong 10, 4:0 Hasil 25, 5:0 de Jong 47, 6:0 de Jong 50, 7:0 van Hanegem 52, 8:0 Schoenmaker 56, 9:0 Ladinsky 62, 10:0 Hasil 76, 11:0 Ladinsky 81, 12:0 Schoenmaker 88 (mecz w Esch) |
| Liverpool F.C. – Eintracht Frankfurt 2:0 i 0:0 1 12.09 1972 1:0 Keegan 12, 2:0 Hughes 75 2 26.09 1972 |
| Nîmes Olympique – Grasshopper Club Zürich 1:2 i 1:2 1 13.09 1972 0:1 Müller 28, 1:1 Dell’Oeste 30, 1:2 Winiger 67 2 27.09 1972 0:1 Müller 19, 0:2 Citherlet 37k, 1:2 Adams 49 |
| Vitória Setúbal – Zagłębie Sosnowiec 6:1 i 0:1 1 13.09 1972 1:0 Duda 12, 2:0 Arcanjo 37, 3:0 Jacinto João 53, 4:0 Duda 54, 5:0 Jacinto João 70, 6:0 Guerreiro 75, 6:1 Jarosik 85 2 28.09 1972 0:1 Ambroży 55k |
| Stoke City – 1. FC Kaiserslautern 3:1 i 0:4 1 13.09 1972 1:0 Conroy 59, 2:0 Hurst 70, 2:1 Hosić 76, 3:1 Ritchie 85 2 27.09 1972 0:1 Huber 23, 0:2 Friedrich 45, 0:3 Bitz 64, 0:4 Hosić 79 |
| Racing White Bruksela – CUF Barreiro 0:1 i 0:2 1 20.09 1972 0:1 Vandenbergh 84s 2 27.09 1972 0:1 Eduardo 77, 0:2 Eduardo 86 |
| Torino Calcio – UD Las Palmas 2:0 i 0:4 1 13.09 1972 1:0 Toschi 11, 2:0 Toschi 44 2 27.09 1972 0:1 Soto 5, 0:2 German 39, 0:3 Soto 47, 0:4 German 72 |
| FC Sochaux-Montbéliard – Boldklubben Frem 1:3 i 1:2 1 13.09 1972 1:0 Lechantre 7, 1:1 Mortensen 39, 1:2 Ahlberg 54, 1:3 Morch 62 2 27.09 1972 0:1 Madsen 15, 0:2 Mörch 68, 1:2 Perren 86 |
| Olympiakos SFP – US Cagliari 2:1 i 1:0 1 14.09 1972 1:0 Youssouf 2, 2:0 Tnantafilos 51, 2:1 Domenghini 66 2 27.09 1972 1:0 Niccolai 10s |
| Angers SCO – Dynamo Berlin 1:1 i 1:2 1 13.09 1972 1:0 Lemee 46, 1:1 Johannsen 77k 2 27.09 1972 0:1 Schulenburg 28, 1:1 Lassalette 50, 1:2 Schütze 55 |
| FC Porto – FC Barcelona 3:1 i 1:0 1 20.09 1972 0:1 Barrios 33, 1:1 Flavio 48, 2:1 Abel 51, 3:1 Abel 66 2 29.09 1972 1:0 Abel 19 |
| Universitatea Kluż – Lewski Spartak Sofia 4:1 i 1:5 (dog) 1 13.09 1972 0:1 J. Charałampew 54, 1:1 Soo 67, 2:1 Cretu 70, 3:1 Mureșan 78, 4:1 Uifaleanu 87 2 04.10 1972 0:1 G. Cwetkow 38, 0:2 Żeczew 41, 0:3 Weselinow 63, 0:4 Weselinow 85, 1:4 Munteanu 88, 1:5 Mitkow 109k |
| FK Crvena zvezda – Lausanne Sports 5:1 i 2:3 1 13.09 1972 1:0 Karasi 17, 2:0 Lazarević 25, 3:0 Lazarević 55, 3:1 Grahn 63, 4:1 Stanković 67, 5:1 Lazarević 88 2 27.09 1972 1:0 Janković 14, 1:1 Cucinotta 28, 2:1 Janković 44, 2:2 Grahn 80, 2:3 Gracia 89 |
| Inter Mediolan – Valletta FC 6:1 i 1:0 1 13.09 1972 1:0 Boninsegna 11k, 2:0 Massa 23, 3:0 Boninsegna 29, 4:0 Bedin 33, 4:1 Borg 34, 5:1 Boninsegna 45, 6:1 Boninsegna 65 2 27.09 1972 1:0 Massa 23 |
| Beroe Stara Zagora – Austria Wiedeń 7:0 i 3:1 1 13.09 1972 1:0 Petkow 12, 2:0 Belczew 25, 3:0 Petkow 29, 4:0 Petkow 44, 5:0 Petkow 82, 6:0 Petkow 86, 7:0 Janczowski 89 2 27.09 1972 1:0 Petkow 3, 1:1 Gallautz 11, 2:1 Petkow 37, 3:1 Belczew 64 |
| UT Arad – IFK Norrköping 1:2 i 0:2 1 13.09 1972 1:0 Brosovski 26, 1:1 Kindvall 47, 1:2 Wandt 60 2 27.09 1972 0:1 Kindvall 6, 0:2 Wendt 37 |
| EPA Larnaka – Ararat Erywań 0:1 i 0:1 1 13.09 1972 0:1 Vasiliou 61s 2 27.09 1972 0:1 Isztojan 49 |
| AEK Ateny – Salgótarjáni BTC 3:1 i 1:1 1 13.09 1972 1:0 Nikolaou 1, 2:0 Vincente 42, 3:0 Nikolaidis 54k, 3:1 Jeck 90k 2 27.09 1972 0:1 Basti 53k, 1:1 Nikolaou 86 |
| Eskişehirspor – AC Fiorentina 1:2 i 0:3 1 14.09 1972 0:1 Sormani 36, 1:1 Vahap 73, 1:2 Clenci 85 (mecz w Stambule) 2 27.09 1972 0:1 Clenci 6, 0:2 Saltutti 34, 0:3 Clenci 74k |
| Dukla Praga – OFK Beograd 2:2 i 1:3 1 13.09 1972 0:1 Petković 42, 1:1 Herda 57, 2:1 Bendl 65, 2:2 Turudija 70 2 27.09 1972 0:1 Zec 10, 0:2 Petković 38, 1:2 Herda 60, 1:3 Santrač 79 |
| Slovan Bratysława – FK Vojvodina 6:0 i 2:1 1 13.09 1972 1:0 Čapkovič 15, 2:0 Čapkovič 24, 3:0 Čapkovič 55, 4:0 Čapkovič 75, 5:0 Pekarik 80, 6:0 Čapkovič 88 2 27.09 1972 1:0 Jokl 9, 2:0 Moder 25, 2:1 Perazić 81 |
| Dinamo Tbilisi – FC Twente 3:2 i 0:2 1 13.09 1972 0:1 Jeuring 6, 1:1 G. Nodia 23, 2:1 G. Nodia 53, 3:1 Kipiani 75, 3:2 Jeuring 82 2 27.09 1972 0:1 Notten 7, 0:2 Jeuring 24 |
| Ruch Chorzów – Fenerbahçe SK 3:0 i 0:1 1 13.09 1972 1:0 Maszczyk 13, 2:0 Kopicera 55, 3:0 Bon 59 2 27.09 1972 0:1 Ercan Cevher 70 |
| Dynamo Drezno – VÖEST Linz 2:0 i 2:2 1 13.09 1972 1:0 Kreische 6k, 2:0 Kreische 42 2 27.09 1972 1:0 Richter 15, 2:0 Lichtenberger 28, 2:1 Stering 60, 2:2 Misfield 83 |
| Hvidovre IF – Helsingfors IFK walkower HIFK Helsinki wycofał się |

## 1/16 finału
| Dynamo Berlin – Lewski Spartak Sofia 3:0 i 0:2 1 25.10 1972 1:0 Terletzki 9, 2:0 R. Rohde 42, 3:0 Netz 65 2 07.11 1972 0:1 Żeczew 54, 0:2 Żeczew 62                                                                                                  |
| Borussia Mönchengladbach – Hvidovre IF 3:0 i 3:1 1 25.10 1972 1:0 Bonhof 42, 2:0 Wimmer 60, 3:0 Bonhof 85 (mecz w Norymberdze) 2 08.11 1972 1:0 Netzer 24, 2:0 Netzer 41, 2:1 Nörregaard 52, 3:1 Heynckes 62                                         |
| FC Porto – Club Brugge 3:0 i 2:3 1 25.10 1972 1:0 Abel 6, 2:0 Flavio 15, 3:0 Abel 49 2 08.11 1972 0:1 Geels 3, 1:1 Flavio 34, 1:2 Thio 45, 1:3 Rijnders 65, 2:3 Abel 88                                                                              |
| Tottenham Hotspur – Olympiakos SFP 4:0 i 0:1 1 25.10 1972 1:0 Pearce 11, 2:0 Chivers 35, 3:0 Coates 48, 4:0 Pearce 58 2 08.11 1972 0:1 Arghiroudis 44                                                                                                |
| FK Crvena zvezda – Valencia CF 3:1 i 1:0 1 25.10 1972 1:0 Lazarević 22, 2:0 Karasi 45, 2:1 Claramunt 48, 3:1 Aćimović 67 2 08.11 1972 1:0 Lazarević 22                                                                                               |
| Inter Mediolan – IFK Norrköping 2:2 i 2:0 1 25.10 1972 1:0 Massa 2, 1:1 Jansson 5, 1:2 Kindvall 38, 2:2 Massa 48 2 08.11 1972 1:0 Boninsegna 10, 2:0 Magistrelli 68                                                                                  |
| Viking FK – 1. FC Köln 1:0 i 1:9 1 24.10 1972 1:0 Void 77 2 07.11 1972 0:1 Flohe 10, 0:2 Löhr 12, 0:3 Cullmann 16, 1:4 Paulsen 33, 0:4 Löhr 38, 1:5 Kapellmann 46, 1:6 Löhr 55, 1:7 Löhr 59, 1:8 Löhr 60, 1:9 Kapellmann 64k                         |
| Beroe Stara Zagora – Budapesti Honvéd SE 3:0 i 0:1 1 25.10 1972 1:0 Petkow 46, 2:0 Kirow 55, 3:0 Dimitrow 57 2 07.11 1972 0:1 Pal 28 |
| Feyenoord – OFK Beograd 4:3 i 1:2 1 25.10 1972 0:1 Santrač 11, 0:2 Santrač 14, 1:2 van Hanegem 24, 2:2 de Jong 26, 3:2 Ladinsky 40, 4:2 Hasil 63k, 4:3 Stojanović 89 2 08.11 1972 0:1 Santrač 24, 0:2 Stepanović 61, 1:2 de Jong 67                  |
| Liverpool F.C. – AEK Ateny 3:0 i 3:1 1 24.10 1972 1:0 Boersma 9, 2:0 Cormack 28, 3:0 Smith 78k 2 07.11 1972 1:0 Hughes 17, 1:1 Nikolaidis 34k, 2:1 Hughes 44, 3:1 Boersma 87                                                                         |
| Vitória Setúbal – AC Fiorentina 1:0 i 1:2 1 25.10 1972 1:0 Duda 60 2 01.11 1972 0:1 Clenci 3, 0:2 Perego 21, 1:2 Duda 28 |
| Grasshopper Club Zürich – Ararat Erywań 1:3 i 2:4 1 25.10 1972 0:1 Kazarjan 28, 1:1 Citherlet 47k, 1:2 Isztojan 52, 1:3 Andreasjan 58 2 08.11 1972 0:1 Kazarjan 13, 1:1 Grobli 17k, 1:2 Kazarjan 23, 1:3 Markarow 49, 2:3 Müller 65, 2:4 Markarow 78 |
| CUF Barreiro – 1. FC Kaiserslautern 1:3 i 1:0 1 25.10 1972 0:1 Hosić 30, 1:1 Fernandos 44, 1:2 Hosić 52, 1:3 Diehl 64 2 08.11 1972 1:0 Eduardo 90 |
| UD Las Palmas – Slovan Bratysława 2:2 i 1:0 1 25.10 1972 1:0 Soto 37, 1:1 Moder 52, 1:2 Zlocha 56, 2:2 Soto 78 2 08.11 1972 1:0 Teodor Fernández 73                                                                                                  |
| Ruch Chorzów – Dynamo Drezno 0:1 i 0:3 1 25.10 1972 0:1 Dörner 13 2 08.11 1972 0:1 Kreische 45, 0:2 Kreische 66, 0:3 K. Sammer 68 |
| Boldklubben Frem – FC Twente 0:5 i 0:4 1 25.10 1972 0:1 Jeuring 1, 0:2 Jeuring 7, 0:3 Jeuring 55, 0:4 Jeuring 60, 0:5 Achterberg 83 2 08.11 1972 0:1 van der Vall 1, 0:2 Jeunng 25, 0:3 Jeunng 43, 0:4 R. van der Kerkhof 64                         |

## 1/8 finału
| Ararat Erywań – 1. FC Kaiserslautern 2:0 i 0:2 (dog), karne 4:5 1 28.11 1972 1:0 Zanazanjan 37k, 2:0 Reinders 57s 2 13.12 1972 0:1 Vitz 7, 0:2 Huber 75k               |
| 1. FC Köln – Borussia Mönchengladbach 0:0 i 0:5 1 28.11 1972 2 13.12 1972 0:1 Kulik 6, 0:2 Vogts 35, 0:3 Jensen 64, 0:4 Rupp 66, 0:5 Jensen 79                         |
| Tottenham Hotspur – FK Crvena zvezda 2:0 i 0:1 1 28.11 1972 1:0 Chivers 26, 2:0 Gilzean 63 2 13.12 1972 0:1 Lazarević 48                                               |
| FC Twente – UD Las Palmas 3:0 i 1:2 1 28.11 1972 1:0 Castellano 17s, 2:0 W. van der Kerkhof 28, 3:0 Pahlplatz 80 2 13.12 1972 0:1 Noli 43, 0:2 German 69k, 1:2 Huve 89 |
| OFK Beograd – Beroe Stara Zagora 0:0 i 3:1 1 28.11 1972 2 13.12 1972 1:0 Zec 34, 2:0 Zec 52, 2:1 Marksam 67, 3:1 Santrač 82                                            |
| Vitória Setúbal – Inter Mediolan 2:0 i 0:1 1 28.11 1972 1:0 Duda 13, 2:0 Bim 83s 2 13.12 1972 0:1 Boninsegna 37k                                                       |
| Dynamo Berlin – Liverpool F.C. 0:0 i 1:3 1 28.11 1972 2 13.12 1972 0:1 Boersma 1, 1:1 Netz 8, 1:2 Heighway 25, 1:3 Toshack 55                                          |
| FC Porto – Dynamo Drezno 1:2 i 0:1 1 28.11 1972 0:1 Richter 22, 0:2 Kreische 49, 1:2 Abel 52 2 13.12 1972 0:1 Richter 75                                               |

## 1/4 finału
| 1. FC Kaiserslautern – Borussia Mönchengladbach 1:2 i 1:7 1 06.03 1973 0:1 Danner 14, 1:1 Toppmöller 22, 1:2 Jensen 26 2 20.03 1973 0:1 Jenson 7, 1:1 Seel 26, 1:2 Netzer 42, 1:3 Heynckes 53k, 1:4 Heynckes 60, 1:5 Heynckes 82, 1:6 Jenson 85, 1:7 Danner 90k |
| OFK Beograd – FC Twente 3:2 i 0:2 1 07.03 1973 0:1 van der Vall 17, 1:1 Zec 30, 2:1 Zec 44, 2:2 Jeuring 60, 3:2 Zec 74 2 21.03 1973 0:1 Jeuring 22, 0:2 Jeuring 45                                                                                              |
| Tottenham Hotspur – Vitória Setúbal 1:0 i 1:2 1 07.03 1973 1:0 Evans 83 2 21.03 1973 0:1 Campora 20, 0:2 José Torres 65, 1:2 Chivers 68 |
| Liverpool F.C. – Dynamo Drezno 2:0 i 1:0 1 07.03 1973 1:0 Hall 25, 2:0 Boersma 60 2 21.03 1973 1:0 Keegan 53 |

## 1/2 finału
| Liverpool F.C. – Tottenham Hotspur 1:0 i 1:2 1 10.04 1973 1:0 Lindsay 26 2 25.04 1973 0:1 Peters 49, 1:1 Heighway 54, 1:2 Peters 62                                 |
| Borussia Mönchengladbach – FC Twente 3:0 i 2:1 1 11.04 1973 1:0 Heynckes 36, 2:0 Jensen 51, 3:0 Heynckes 57k 2 25.04 1973 1:0 Drost 13s, 2:0 Rupp 27, 2:1 Notten 81 |

## Finał
| Liverpool F.C. – Borussia Mönchengladbach 3:0 i 0:2 |
| 9 maja 1973 Liverpool Anfield Road (44 900) Liverpool F.C. – Borussia Mönchengladbach 0:0 Sędzia: Erich Linemayr (Austria) Liverpool Football Club (trener Bill Shankly): Ray Clemence – Chris Lawler, Alec Lindsay, Larry Lloyd, Tommy Smith, Emlyn Hughes (kapitan), Kevin Keegan, Peter Cormack, Steve Heighway, Brian Hall, Ian Callaghan Borussia VfL 1900 e.V. Mönchengladbach (trener Hennes Weisweiler): Wolfgang Kleff – Berti Vogts (kapitan), Heinz Michalik, Günter Netzer, Rainer Bonhof, Dietmar Danner, Herbert Wimmer, Christian Kulik, Henning Jensen, Bernd Rupp, Jupp Heynckes Uwaga: mecz został przerwany po 27 minutach gry z powodu ulewnego deszczu                                     |
| 10 maja 1973 Liverpool Anfield Road (41 169) Liverpool F.C. – Borussia Mönchengladbach 3:0 (2:0) Sędzia: Erich Linemayr (Austria) Bramki: 1:0 Kevin Keegan 21, 2:0 Kevin Keegan 32, 3:0 Larry Lloyd 61 Liverpool Football Club (trener Bill Shankly): Ray Clemence – Chris Lawler, Alec Lindsay, Tommy Smith, Larry Lloyd, Emlyn Hughes (kapitan), Kevin Keegan, Peter Cormack, John Toshack, Steve Heighway (83 Brian Hall), Ian Callaghan Borussia VfL 1900 e.V. Mönchengladbach (trener Hennes Weisweiler): Wolfgang Kleff – Heinz Michallik, Günter Netzer, Rainer Bonhof, Berti Vogts (kapitan), Herbert Wimmer, Dietmar Danner, Christian Kulik, Henning Jensen, Bernd Rupp (82 Allan Simonsen), Heynckes |
| 23 maja 1973 Mönchengladbach Bökelbergstadion (34 905) Borussia Mönchengladbach – Liverpool F.C. 2:0 (2:0) Sędzia: Paweł Kazakow (ZSRR) Bramki: 1:0 Jupp Heynckes 29, 2:0 Jupp Heynckes 40 Borussia VfL 1900 e.V. Mönchengladbach (trener Hennes Weisweiler): Wolfgang Kleff – Surau, Günter Netzer, Rainer Bonhof, Berti Vogts (kapitan), Herbert Wimmer, Dietmar Danner, Christian Kulik, Henning Jensen, Bernd Rupp, Heynckes Liverpool Football Club (trener Bill Shankly): Ray Clemence – Chris Lawler, Alec Lindsay, Tommy Smith, Larry Lloyd, Emlyn Hughes (kapitan), Kevin Keegan, Peter Cormack, Steve Heighway (77 Phil Boersma), John Toshack, Ian Callaghan                                         |